# Ambrosia (champignon)
Pour les articles homonymes, voir Ambrosia.
Taxons concernés
Dans l'ordre Ophiostomatales:
- Les genres :
  - Ambrosiella
  - Raffaelea
  - Dryadomycesmodifier

Ambrosia est le nom d'un groupe de micro-champignons vivant en symbiose avec certaines espèces de coléoptères-jardiniers qui grâce à ce partenariat (et sans doute grâce aussi à des bactéries associées) peuvent coloniser et consommer le bois mort, le bois d'arbres malades et parfois, mais beaucoup plus rarement le bois d'un arbre apparemment sain. Comme les termites et certaines espèces de fourmis le font avec d'autres espèces de champignons, ces coléoptères (dont quelques-uns sont eusociaux, ce qui est très rare chez les coléoptères) le cultivent dans de véritables jardins bactério-fongiques et s'en nourrissent. Ils les transportent et les inoculent dans les bois qu'ils peuvent ainsi coloniser et préparer au cycle de la décomposition. Ils font partie des champignons qui ont évolué pour être cultivés par des insectes, ce qui leur demande d'être tolérés par le système immunitaire de leur coléoptère symbiote, qui continuera à attaquer d'autres champignons.

## Connaissances encore lacunaires
En 2018, on connait quelques douzaines d'espèces placées dans des genres polyphylétiques tels que Ambrosiella, Raffaelea et Dryadomyces (tous des Ophiostomatales ou Ascomycetes). Mais il est probable que beaucoup d'autres espèces restent à découvrir. Elles semblent avoir une origine convergente.
On en sait peu sur la bionomie des champignons ambrosia ainsi que sur leur affinité avec certaines espèces de coléoptères. On pense que les champignons Ambrosia sont tributaires des transports et de l'inoculation fournis par leurs insectes symbiotes car ils n'ont jamais été trouvés dans d'autres conditions. Il a été montré que la génétique du champignon peut changer aux échelles écopaysagères chez une même espèce symbiote.

## Habitat

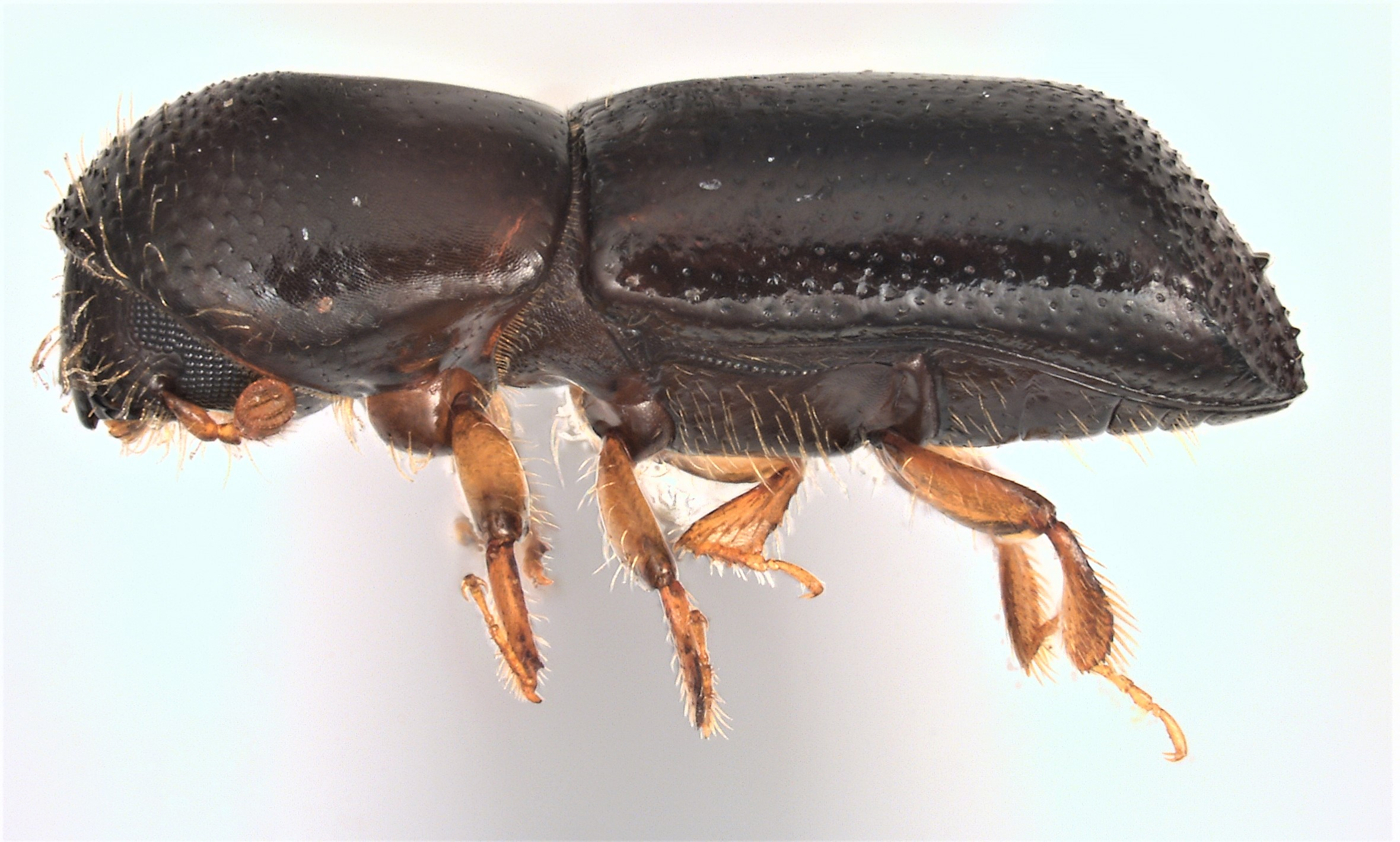
Femelle de Xyleborus glabratus, vecteur de Raffaelea lauricola, qui cause la maladie du flétrissement de l'avocatier.

Le champignon doit coloniser le bois autour des galeries, puis éventuellement des loges, que leur coléoptère symbiote creuse au fur et à mesure qu'il décompose la cellulose, formant peu à peu ce que les biologistes nomment des « jardins fongiques », unique source de nutrition du coléoptère. Les espèces de coléoptères à Ambrosia manifestent des préférences pour les parties de l'arbre qu'elles colonisent ou pour un certain stade de détérioration de l'arbre, ou encore produisent des galeries de formes et longueurs différentes, mais la plupart d'entre elles ne sont pas spécialisées dans une essence ; le groupe taxonomique d'hôtes qu'elles peuvent coloniser est parfois large, contrairement à la plupart des autres insectes phytophages (y compris des scolytes qui leur sont proches).
Après avoir atterri sur un arbre approprié (probablement choisi en fonction de son odeur ou parfois d'hormones de stress si l'arbre est malade ou victime de la sécheresse), le coléoptère commence à forer un tunnel où il dépose des spores fongiques qui vont se développer dans le bois par son xylème. Les enzymes du champignon digèrent alors la cellulose. Tout en grandissant, le champignon accumule des nutriments aux abords de la surface des galeries de coléoptère, qui se trouvent (pour la majorité d'entre eux) dans l'aubier et/ou le bois de cœur. Ces insectes colonisent des arbres mourants ou récemment morts, plus rarement des arbres vivants.

## Liens avec la socialité?
Une espèce de coléoptère à Ambrosia (Austroplatypus incompertus) est eusocial, ce qui est rarissime chez les insectes hors du groupe des hyménoptères.

## Reproduction
Tous les champignons Ambrosia connus semblent issus d'une reproduction asexuée et clonale,.

## Génétique
Étant donné leur importance écologique (pour le cycle du carbone par exemple) et économique (dégâts sylvicoles parfois, notamment avec des espèces introduites susceptibles de devenir invasives), des études génétiques sont faites, de même que sur leurs (trans-)porteurs  coléoptères et les phénomènes de coévolution qui les unissent